# Сария Миржанова
Сария Фазулова Миржанова (на башкирски: Сәриә Фазыл ҡыҙы Әмирйәнова) е башкирска езиковедка (тюрколожка), доктор на филологическите науки (1985), заслужила деятелка на културата на Башкирската автономна съветска социалистическа република (1985).

## Биография
Родена е на 24 декември 1924 г. в село Кускарово, Башкирската автономна съветска социалистическа република. Учи в Башкирското педагогическото училище в Темясовско. Започва да преподава руски език и литература в Аскаровското средно училище. През 1948 г. завършва Учителския институт в Магнитогорск. Оттогава до 1955 г. е учителка по руски език и литература в Сибаевск и Хабровск.
От 1955 г. е старши лаборант в Института по история на езика и литературата в Башкирския филиал на Академията на науките на СССР. През 1956 г. завършва Башкирския държавен педагогически институт „К. А. Тимирязев“. През 1979 г. написва монографията „Южният диалект на башкирския език", който е в основата на докторската ѝ дисертация, защитена през 1984 г. Написва монографията „Северозападният диалект на башкирския език“ през 1991 г.
Утвърждава се като експерт в областта на тюркската и башкирската диалектология и лексикография. Има над 40 публикувани научни статии. Участва в съставянето на „Речник на башкирските диалекти“ в 3 тома, башкирско-руски, руско-башкирски и други речници. Като диалектолог изучава взаимодействието на езиците на нивото на национално говоримия език, литературния език и диалектите.
Тя е също и фолклористка, събира произведения на башкирското народно изкуство. Солистка е на националния фолклорен ансамбъл „Кубаир“, участва в много конкурси и представления на художествена самодейност. През 1970-те и 1980-те години звукозаписната компания „Мелодия“ издава запис с башкирски фолклорни песни в нейно изпълнение.
Умира на 25 ноември 2000 г. в Уфа след продължителна боледуване. Погребана е в Тимашевското гробище в Уфа. На нейно име е наименувана улица в село Аскарово, Башкортостан.

## Научни трудове
- Северо-западный диалект башкирского языка. Уфа, 1991
- О древних этноязыковых связях башкир и венгров//Советская тюркология. Баку, 1981. № 1. С. 44 – 45
- Южный диалект башкирского языка. М., 1979